# Кашина Мартина (Милано)
Кашина Мартина је насеље у Италији у округу Милано, региону Ломбардија.
Према процени из 2011. у насељу је живело 412 становника. Насеље се налази на надморској висини од 89 м.